# Maiji
Maiji léase Mái-Chi (en chino:麦积区,pinyin:Màijī qū) es un distrito bajo la administración directa de la ciudad-prefectura de Tianshui en la provincia de Gansu,al centro República Popular China. Su centro urbano se localiza en una zona de valle a 1080 metros sobre el nivel del mar, en las riberas del río Wei, un tributario del Río Amarillo. Después de una retitulación de tierras en 2005 su área total quedó en 3452 km² y su población proyectada para 2010 es de +500 mil habitantes.

## Administración
Desde 2016 el distrito Maiji se dividen en 20 pueblos , que se administran en 3 subdistritos, 14 poblados y 4 villas:

## Flora y fauna
Hay 200 000 hectáreas de terrenos forestales, 52,6% del área total,hay 28 familias, 224 géneros de plantas, tales como: pino, magnolia, caucho y muchos raros  tales como distribución el arce y ginkgo. Entre los animales está la salamandra gigante, Macaco, gato dorado, nutrias, ciervos del almizcle, faisán de oro rojo, pato , entre otros. Hay 247 clases de hierbas medicinales.

## Minería
La zona de Maiji es rica enrecursos minerales, tiene reservas probadas de 56 especies minerales, principalmente plomo, zinc, oro, molibdeno, arcilla, piedra caliza,, agua mineral, agua subterránea feldespato, etc.